# Easy (Son Mieux)
Easy is een nummer van de Nederlandse band Son Mieux uit 2015. Het is de eerste single van hun debuut-ep Vice Versa.
Zanger Camiel Meiresonne nam het nummer al op voordat Son Mieux ontstond, omdat hij aanvankelijk wilde optreden als singer-songwriter. Op 15 oktober 2015 maakte Son Mieux met dit nummer hun televisiedebuut in De Wereld Draait Door. Ook traden ze met het nummer op bij diverse radiostations.
In maart 2017 werd het nummer gebruikt in een reclamespot van ING. Hierdoor kwam het nummer opnieuw in de belangstelling en werd het opnieuw uitgebracht. Het nummer wist echter geen hitlijsten te bereiken.